# Acrenhydrosoma perplexum
Acrenhydrosoma perplexum är en kräftdjursart som beskrevs av Sars. Acrenhydrosoma perplexum ingår i släktet Acrenhydrosoma och familjen Cletodidae. Inga underarter finns listade i Catalogue of Life.